# Contexte d'exécution
En informatique, un contexte d'exécution d'une tâche (processus, processus léger...) est constitué par l'ensemble des données utilisées par la tâche en question.
C'est l'ensemble minimal de données à sauvegarder pour permettre une interruption de la tâche à un moment donné, et une reprise de cette exécution au point où elle a été interrompue, et, dans la mesure du possible, indépendamment de la date de la reprise du processus.
Ces données sont situées :
- dans les registres du processeur sur lequel la tâche est exécutée ;
- dans la zone de la mémoire utilisée par la tâche ;
- pour certains systèmes d'exploitation, dans des registres de contrôle stockant les informations nécessaires au système pour gérer ce processus.

A priori, la mémoire de stockage (données écrites dans les fichiers) n'est pas concernée par le contexte d'exécution de la tâche dans le cadre d'une commutation de contexte, même si celui-ci peut également être sauvegardé pour certains usages.